# Manuel de Navia-Osorio y de Álvarez-Cuevas
Manuel María de Navia-Osorio y de Álvarez-Cuevas (Barcelona, 31 de diciembre de 1806 - Oviedo, 26 de octubre de 1881), ix marqués de Santa Cruz de Marcenado, fue un noble y político español.

## Biografía
Nació en Barcelona y fue bautizado en la catedral de la misma ciudad el 31 de diciembre de 1806. Fue hijo del militar José María de Navia-Osorio y de Craywinckel, viii marqués de Santa Cruz de Marcenado y viii vizconde del Puerto, natural de Barcelona; y de María Ramona de Álvarez-Cuevas y de Viard, natural de Villafranca del Panadés (Barcelona). Estos contrajeron matrimonio con dispensa del tercer grado de consanguinidad, por descender ambos del mismo bisabuelo, Bartolomé de Craywinckel y de Maeyer.  
Su padre falleció en 1816 a los 34 años, convirtiéndose Manuel María a los 10 años en el heredero del mayorazgo, por su condición de pariente mayor de la Casa de Navia. Hasta el año 1828, el administrador de sus bienes fue Andrés Fernández de Luanco, padre de José Ramón Fernández de Luanco. 
Por Real Cédula fechada en San Lorenzo de El Escorial el día 5 de octubre de 1828, se le dispensó de su menor edad para que pudiese regir por sí mismo los bienes heredados de su padre. El día 7 de noviembre de ese mismo año, en virtud de la comisión librada por la Real Audiencia de Asturias, tomó posesión de la Casa de la Rúa a voz y nombre de los demás bienes del mayorazgo. 
El día 5 de diciembre de 1829 se le concedió Real Licencia para contraer matrimonio con Victoriana de Llinás.
Fue diputado en Cortes por Luarca entre 1853 y 1854. 
Casó en segundas nupcias el día 3 de noviembre de 1865, en la Parroquia de Santa María de Villaviciosa, con Gavina de Valdés y de Monés, hija de los marqueses del Real Transporte. 
Murió sin sucesión en la Casa de la Rúa de Oviedo, el día 26 de octubre de 1881, sucediendo su sobrino, José María de Navia-Osorio y Campomanes, el Marquesado de Santa Cruz de Marcenado.